# سلیمان کواندا
سلیمان کواندا (انگلیسی: Souleymane Koanda؛ زادهٔ ۲۱ سپتامبر ۱۹۹۲) بازیکن فوتبال اهل بورکینافاسو است.
وی همچنین در تیم ملی فوتبال بورکینافاسو بازی کرده‌است.